# Algorithme de l'ascenseur
L'algorithme de l'ascenseur, ou SCAN, est une méthode utilisée pour organiser les déplacements de la tête d'un disque dur afin de répondre efficacement aux demandes de lecture et d'écriture.
Cet algorithme fonctionne comme un ascenseur : il continue de se déplacer dans une direction (montée ou descente) jusqu'à ce qu'il ait traité toutes les demandes dans ce sens, en s'arrêtant uniquement là où il y a une opération à effectuer.
En pratique, le disque dur conserve une liste des demandes en attente, avec les numéros des pistes concernées. Les numéros de piste les plus bas correspondent aux zones proches du centre du disque, et les numéros plus élevés aux zones proches du bord.

## Description
Quand une nouvelle demande arrive et que le disque est inactif, la tête de lecture se déplace directement vers la piste concernée, soit vers le centre, soit vers le bord. Tant qu'elle se déplace dans une direction, elle traite toutes les demandes qui se trouvent sur son chemin. Une fois arrivée au bord du disque, elle change de direction et traite les demandes dans l'autre sens.

## Variantes
Une variante de cet algorithme, appelée C-SCAN (Circular SCAN), traite toutes les demandes dans une seule direction. Lorsque la tête atteint le bord du disque, elle revient directement au début sans s'occuper des demandes sur le chemin du retour. Cette méthode permet d'assurer un traitement plus équitable des demandes, car le temps d'attente est similaire pour toutes les zones du disque.
Autres variantes :
- FSCAN
- LOOK
  - C-LOOK
- N-Step-SCAN

|             | SCAN                                                                                          | LOOK                                                                       | C-SCAN                                                                              | C-LOOK                                                                                                 |
| ----------- | --------------------------------------------------------------------------------------------- | -------------------------------------------------------------------------- | ----------------------------------------------------------------------------------- | --- |
| Déplacement | Va jusqu'à la dernière piste, même si elle n'est pas demandée, puis repart dans l'autre sens. | Va seulement jusqu'à la dernière piste demandée, puis change de direction. | Va jusqu'à la dernière piste, revient au début, et continue dans la même direction. | Va seulement jusqu'à la dernière piste demandée, revient au début, et continue dans la même direction. |

## Pseudo-code
L'algorithme SCAN peut être décrit en pseudo-code comme suit :
```
  
Fonction
 SCAN(liste_des_demandes, position_initiale, direction_initiale)
     Trier liste_des_demandes par ordre croissant
     séparer les demandes :
        demandes_au_dessus = toutes les pistes > position_initiale
        demandes_en_dessous = toutes les pistes ≤ position_initiale
     résultats = []
     distance_totale = 0
     
     
Si
 direction_initiale = "vers le haut"
        
Pour chaque
 piste dans demandes_au_dessus
           ajouter piste à résultats
           distance_totale += |piste - position_initiale|
           position_initiale = piste
        
Fin Pour

        inverser direction
        
Pour chaque
 piste dans demandes_en_dessous (ordre décroissant)
           ajouter piste à résultats
           distance_totale += |piste - position_initiale|
           position_initiale = piste
        
Fin Pour

     
Sinon
 (direction_initiale = "vers le bas")
        
Pour chaque
 piste dans demandes_en_dessous (ordre décroissant)
           ajouter piste à résultats
           distance_totale += |piste - position_initiale|
           position_initiale = piste
        
Fin Pour

        inverser direction
        
Pour chaque
 piste dans demandes_au_dessus
           ajouter piste à résultats
           distance_totale += |piste - position_initiale|
           position_initiale = piste
        
Fin Pour

     
Fin Si

     
     
Retourner
 résultats, distance_totale
  
Fin Fonction
```

Qui se traduirait par exemple en Python :
```
def
 
SCAN
(
liste_des_demandes
,
 
position_initiale
,
 
direction_initiale
):

    
# Trier la liste des demandes par ordre croissant

    
liste_des_demandes
.
sort
()

    
    
# Séparer les demandes

    
demandes_au_dessus
 
=
 
[
piste
 
for
 
piste
 
in
 
liste_des_demandes
 
if
 
piste
 
>
 
position_initiale
]

    
demandes_en_dessous
 
=
 
[
piste
 
for
 
piste
 
in
 
liste_des_demandes
 
if
 
piste
 
<=
 
position_initiale
]

    
    
resultats
 
=
 
[]

    
distance_totale
 
=
 
0

    
    
if
 
direction_initiale
 
==
 
"vers le haut"
:

        
# Traiter les demandes au-dessus

        
for
 
piste
 
in
 
demandes_au_dessus
:

            
resultats
.
append
(
piste
)

            
distance_totale
 
+=
 
abs
(
piste
 
-
 
position_initiale
)

            
position_initiale
 
=
 
piste

        
        
# Changer de direction et traiter les demandes en dessous

        
demandes_en_dessous
.
sort
(
reverse
=
True
)

        
for
 
piste
 
in
 
demandes_en_dessous
:

            
resultats
.
append
(
piste
)

            
distance_totale
 
+=
 
abs
(
piste
 
-
 
position_initiale
)

            
position_initiale
 
=
 
piste

    
    
else
:
  
# direction_initiale = "vers le bas"

        
# Traiter les demandes en dessous

        
demandes_en_dessous
.
sort
(
reverse
=
True
)

        
for
 
piste
 
in
 
demandes_en_dessous
:

            
resultats
.
append
(
piste
)

            
distance_totale
 
+=
 
abs
(
piste
 
-
 
position_initiale
)

            
position_initiale
 
=
 
piste

        
        
# Changer de direction et traiter les demandes au-dessus

        
for
 
piste
 
in
 
demandes_au_dessus
:

            
resultats
.
append
(
piste
)

            
distance_totale
 
+=
 
abs
(
piste
 
-
 
position_initiale
)

            
position_initiale
 
=
 
piste

    
    
return
 
resultats
,
 
distance_totale

# Exemple d'utilisation

if
 
__name__
 
==
 
"__main__"
:

    
# Exemple de liste de demandes de disque

    
demandes
 
=
 
[
98
,
 
183
,
 
37
,
 
122
,
 
14
,
 
124
,
 
65
,
 
67
]

    
position_initiale
 
=
 
53

    
direction_initiale
 
=
 
"vers le haut"

    
    
resultats
,
 
distance
 
=
 
SCAN
(
demandes
,
 
position_initiale
,
 
direction_initiale
)

    
print
(
"Ordre des pistes:"
,
 
resultats
)

    
print
(
"Distance totale parcourue:"
,
 
distance
)

```

## Analyse
Ces deux algorithmes limitent les déplacements de la tête à moins de deux fois le nombre total de pistes, ce qui réduit les variations dans les temps d'attente. Ils sont simples et efficaces.
Cependant, l'algorithme SCAN n'est pas toujours meilleur que l'algorithme du plus court déplacement (Shortest Seek Time First). Ce dernier est plus rapide, mais il peut causer des délais importants pour certaines demandes si de nouvelles arrivent en continu. Pour éviter ce problème, des techniques anti-famine peuvent être ajoutées.